# 西島亜希
相内 あき（あいうち あき、1986年2月28日 - ）は、日本のタレント、元グラビアアイドル。

## 来歴
神奈川県出身。2008年8月まではフィットワンに所属し「相澤 亜希」（あいざわ あき）の芸名で活動していたが、2年のブランクを経て2010年11月にワンエイトプロモーションに移籍し、「西島亜希」に改めた。2014年4月をもってワンエイトプロモーションを退所した。
その後、アメンバー限定のブログ記事にて相内あきに改名したことを発表した。
2015年5月6日のブログで、レーシングドライバーの加藤正将と結婚したことを報告した。7月30日のブログで、加藤との第1子妊娠を報告した。

## 人物
- 性格は、サバサバしていると自己分析。服は、ヒラヒラな感じの物を好んで着る。
- 魚嫌い。トラウマがある。
- 兄の影響で趣味はガンプラと、お城巡り。
- 愛犬はミニチュアダックスフントの「シンバ」。

## 出演

### テレビ番組
- 芸恋リアル（2007年5月、NTV）
- 誘惑のマーメイド(2007年5月 - 6月、MONDO21）
- やりすぎコージー（2007年10月 - 2008年3月、TX）- 6代目やりすぎガール
- πの殿堂(2008年1月 - 2月、エンタ!371）

### 舞台
- ザギンの野暮天（2007年6月、作・演出：樫田正剛）
- W-Speak第一回公演『笑劇乙女』「グラビアアイドル立てこもり事件」「キス部」（2012年1月26日 - 1月29日、池袋･シアターKASSAI）

### インターネット
- インターネットテレビ ひかり荘（2006年12月 - 2007年10月）
- スターチャット.TV
- ZAK THE QUEEN

### イメージビデオ
- EIGHT（2007年2月、レイフル）
- PREMIUM CUTIE（2007年5月、シーアンドエイチ）
- sabra 2007年13号特別付録DVD-VIDEO（2007年7月、小学館）
- full-full（2007年9月、ビーエムドットスリー）

西島亜希 名義
1. Bitter&Sweet（2011年8月31日、BNS）
2. Nudee（2012年2月4日、QH映像）

### パチスロ
- ラブ嬢（2013年、オリンピア）[3]